# Грејс Мануела Нгело
Грејс Мануела Нгело Мабе (енгл. Grace Manuela Nguelo'O Mabeu; 8. новембар 2005) камерунска је пливачица и олимпијка чија ужа специјалност су спринтерске трке слободним и прсним стилом.

## Спортска каријера
Грејс је требало да дебитује на међународним пливачким такмичењима током октобра 2021. у Акри (Гана), где се тада одржало Афричко првенство у пливању за јуниоре. Међутим како се тада није појавила на такмичењу у главном граду Гане, њен дебитантски наступ се десио месец дана касније, на Светском првенству у малим базенима у Абу Дабију, где је наступила у квалификацијама трке на 50 метара делфин стилом, а које је окончала на 60. месту. 
Следеће велико такмичење на коме је наступила је било светско првенство у Дохи 2024, где се такмичила у две спринтерске трке слободним и делфин стилом. Трку на 50 слободно је завршила на 99. месту, док је на 50 делфин била 54. пливачица на свету. Нешто касније исте године по први пут је учествовала и на Афричком првенству, чији домаћин је био град Луанда у Анголи, међутим без неког запаженијег резултата.
Захваљујући специјалној позивници такмичила се и на Летњим олимпијским играма у Паризу 2024. године. У Паризу је пливала у квалификацијама трке на 50 метара слободним стилом. Наступила је у другој квалификационој групи где је пливала у стази 6, и са временом од 30,98 секунди заузела је треће место у својој квалификационој групи, односно укупно 66. место у конкуренцији 79 такмичарки.